# Вольная борьба на летних Олимпийских играх 1924 — до 61 кг
Соревнования по вольной борьбе в рамках Олимпийских игр 1924 года в полулёгком весе (до 61 килограмма) прошли в Париже с 11 по 14 июля 1924 года в Winter Velodrome. 
Для участия в соревнованиях заявились 17 спортсменов из 12 стран. Самым молодым участником был Каликст Дельма  (17 лет), самым возрастным Джордж Штотт (36 лет). Соревнования проводились по системе Бергваля.
Американец Робин Рид, один из величайших борцов США, но совершенно неизвестный на мировой арене, без всяких проблем победил во всех встречах и стал чемпионом игр. Второй финалист, товарищ Рида по команде (которого Рид, впрочем, недолюбливал) Честер Ньютон выиграл турнир за второе место. Турнир за третье место выиграл японец Кацутоси Найто, став первым представителем Азии, который завоевал олимпийскую награду в борьбе

## Призовые места
- Робин Рид
- Честер Ньютон
- Кацутоси Найто

## Турнир за первое место
В левой колонке — победители встреч. Мелким шрифтом набраны те проигравшие, которых победители «тащат» за собой по турнирной таблице, с указанием турнира (небольшой медалью), право на участие в котором имеется у проигравшего. 

### Первый круг
| Участник 1              | Результат | Участник 2  |
| ----------------------- | --------- | ----------- |
| Эету Хууппонен М. Гинар | Туше      | Морис Гинар |

### Второй круг
| Участник 1                       | Результат | Участник 2         |
| -------------------------------- | --------- | ------------------ |
| Эету Хууппонен М. Гинар, А. Тейс | По очкам  | Аугуст Тейс        |
| Каликст Дельма С. Нильссон       | По очкам  | Сверр Нильссон     |
| Честер Ньютон З. Ханссон         | По очкам  | Зигфрид Ханссон    |
| Эге Торгенсен Д. МакКензи        | По очкам  | Джордж МакКензи    |
| Клифф Чилкотт Ф. Кавальини       | Туше      | Фернандо Кавальини |
| Клод Ангело Д. Штотт             | Туше      | Джордж Штотт       |
| Робин Рид А. Коолман             | Туше      | Антон Коолман      |
| Кацутоси Найто А. Фубер          | Туше      | Альберт Фубер      |

### Четвертьфинал
| Участник 1                                  | Результат | Участник 2                 |
| ------------------------------------------- | --------- | -------------------------- |
| Эету Хууппонен М. Гинар, А. Тейс, К. Дельма | По очкам  | Каликст Дельма С. Нильссон |
| Честер Ньютон З. Ханссон, Э. Торгенсен      | По очкам  | Эге Торгенсен Д. МакКензи  |
| Клифф Чилкотт Ф. Кавальини, К. Ангело       | По очкам  | Клод Ангело Д. Штотт       |
| Робин Рид А. Коолман, К. Найто              | По очкам  | Кацутоси Найто А. Фубер    |

### Полуфинал
| Участник 1                                                      | Результат | Участник 2                                              |
| --------------------------------------------------------------- | --------- | ------------------------------------------------------- |
| Честер Ньютон З. Ханссон, Э. Торгенсен, Э. Хуупонен Д. МакКензи | По очкам  | Эету Хууппонен М. Гинар, А. Тейс, К. Дельма С. Нильссон |
| Робин Рид А. Коолман, К. Найто, К. Чилкотт А. Фубер             | По очкам  | Клифф Чилкотт Ф. Кавальини, К. Ангело Д. Штотт          |

### Финал
| Участник 1                                                     | Результат | Участник 2                                                                                    |
| -------------------------------------------------------------- | --------- | --------------------------------------------------------------------------------------------- |
| Робин Рид А. Коолман, К. Найто, К. Чилкотт, Ч. Ньютон А. Фубер | По очкам  | Честер Ньютон З. Ханссон, Э. Торгенсен, Э. Хуупонен М. Гинар, А. Тейс, К. Дельма, Д. МакКензи |

## Турнир за второе место

### Полуфинал за второе место
| Участник 1                | Результат | Участник 2                            |
| ------------------------- | --------- | ------------------------------------- |
| Честер Ньютон А. Коолман  | По очкам  | Антон Коолман                         |
| Кацутоси Найто К. Чилкотт | По очкам  | Клифф Чилкотт Ф. Кавальини, К. Ангело |

### Финал за второе место
| Участник 1                         | Результат | Участник 2                          |
| ---------------------------------- | --------- | ----------------------------------- |
| Честер Ньютон А. Коолман, К. Найто | По очкам  | Кацутоси Найто К. Чилкотт, А. Фубер |

## Турнир за третье место
Альберт Коолман не участвовал в турнире. 

### Полуфинал за третье место
| Участник 1                   | Результат | Участник 2     |
| ---------------------------- | --------- | -------------- |
| Кацутоси Найто Э. Хууппонен  | По очкам  | Эету Хууппонен |
| Зигфрид Ханссон Э. Торгенсен | По очкам  | Эге Торгенсен  |

### Финал за третье место
| Участник 1     | Результат | Участник 2      |
| -------------- | --------- | --------------- |
| Кацутоси Найто | По очкам  | Зигфрид Ханссон |